# Gilberto de Almeida Rêgo
Almeida Rego (Belém, 1881. február 21. – 1961. október 21.) brazil nemzetközi labdarúgó-játékvezető.

## Pályafutása

### Nemzeti játékvezetés
Az I. Liga játékvezetőjeként 1931-ben vonult vissza.

### Nemzetközi játékvezetés
A Brazil labdarúgó-szövetség Játékvezető Bizottsága (JB) terjesztette fel nemzetközi játékvezetőnek, a Nemzetközi Labdarúgó-szövetség (FIFA) 1930-tól tartotta nyilván bírói keretében. Több nemzetek közötti válogatott és klubmérkőzést vezetett, vagy működő társának partbíróként segített. Az aktív nemzetközi játékvezetéstől 1931-ben búcsúzott.

#### Labdarúgó-világbajnokság
A világbajnoki döntőkhöz vezető úton Uruguayban rendezték az I., az 1930-as labdarúgó-világbajnokságot, ahol a FIFA JB játékvezetőként alkalmazta. A világbajnokság legidősebb játékvezetője volt 49 évével és 174 napjával. A FIFA JB elvárása szerint, ha nem vezetett mérkőzést, akkor az aktív játékvezető munkáját partbíróként segítette. Világbajnokságokon vezetett mérkőzéseinek száma: 3 + 2 (partjelzés).
Az Argentína – Franciaország találkozót 1-0-s argentin vezetésnél „technikai” hiba miatt 5 perccel előbb lefújta. A pályát elözönlötték a boldog szurkolók, a francia sportvezetők hevesen tiltakoztak, győzködték a bírót a játék folytatásra. Partbírói agitálására az öltözőbe távozott (a játékosok már a zuhany alatt fürödtek) csapatokat igyekezett visszahívni, ami a káoszban teljesen lehetetlen vállalkozás volt. Tévedést elismerve további működési lehetőségeket kapott!

##### 1930-as labdarúgó-világbajnokság

###### Világbajnoki mérkőzés
| Időpont          | Helyszín                       | Mérkőzés típusa              | Mérkőzés                | Eredmény | Nézők száma |
| ---------------- | ------------------------------ | ---------------------------- | ----------------------- | -------- | ----------- |
| 1930. július 15. | Estadio Pocitos, Montevideo    | csoportmérkőzés (1. csoport) | Argentína–Franciaország | 1 – 0    | 23 000      |
| 1930. július 21. | Estadio Centenario, Montevideo | csoportmérkőzés (3. csoport) | Uruguay–Románia         | 4 – 0    | 70 022      |
| 1930. július 27. | Estadio Centenario, Montevideo | egyik elődöntő               | Uruguay–Jugoszlávia     | 6 – 1    | 79 867      |

## Külső hivatkozások
- Almeida Rego. World Referee. [2011. szeptember 21-i dátummal az eredetiből archiválva]. (Hozzáférés: 2014. szeptember 17.)
- Almeida Rego. footballzz.com. (Hozzáférés: 2014. szeptember 17.)
- Almeida Rego. weltfussball.de. (Hozzáférés: 2014. szeptember 17.)